# De Samiske Samlinger
De Samiske Samlinger, Sámiid Vuorká-Dávvirat, är ett museum för samisk konst, kultur och historia i Karasjok i Vest-Finnmark i Norge. 
Museibyggnaden ritades av Magda Eide Jessen  och Vidar Corn Jessen och var under konstruktion mellan 1970 och 1972. Museet öppnade 1972 som det första samiska museet i Norge. År 1966 övertogs ägandeskapet av en stiftelse med  Museums-foreninga for De Samiske Samlinger som stiftare. Under 1990-talet fick museet ställning under några år som samiskt nationalmuseum och kom år 2000 under Sametingets förvaltningsordning för de samiska museerna. 
Vid De Samiske Samlinger finns omkring 5.000 föremål bevarade och ett friluftsmuseum med ett tiotal byggnader. Museet har också en konstsamling på omkring 800 verk, efter en systematisk uppbyggnad sedan 1979. Planer finns för att upprätta ett Samisk kunstmuseum med denna samling som bas.
De Samiske Samlinger ingår numera som ett av fyra museer under RiddoDuottarMuseat. De övriga tre är Guovdageainnu gilišillju / Kautokeino bygdetun, Porsáŋggu musea / Porsanger museum och Jáhkovuona Mearrasámi musea / Kokelv sjøsamiske museum.